# Landauovi problemi
Landauovi problemi so v teoriji števil štirje osnovni matematični problemi o praštevilih, ki jih je leta 
1912 na Mednarodnem matematičnem kongresu v Cambridgeu podal nemški matematik Edmund Landau. V svojem govoru jih je Landau označil kot »nerešljive s tedanjim stanjem v znanosti«.
| št. | stanje  | kratka razlaga |
| --- | ------- | --- |
| 1.  | nerešen | Goldbachova domneva: ali se lahko vsako sodo celo število n > 2 zapiše kot vsoto dveh praštevil? |
| 2.  | nerešen | domneva praštevilskih dvojčkov: ali obstaja neskončno mnogo takšnih praštevil p, da je tudi p + 2 praštevilo? |
| 3.  | nerešen | Legendrova domneva: ali vedno obstaja vsaj eno praštevilo p med dvema zaporednima popolnima kvadratoma (n2 < p < (n+1)2)?                                                                                                   |
| 4.  | nerešen | ali obstaja neskončno mnogo takšnih praštevil p, da je p - 1 popolni kvadrat, oziroma ali obstaja neskončno mnogo praštevil (posplošenih Fermatovih praštevil) oblike {\displaystyle (n-1)^{2}=n^{2}+1\!\,}? (OEIS A002496) |

Kot je razvidno iz razpredelnice, noben od problemov še ni rešen. Morda je četrti problem najtežji od vseh.